# Patinage de vitesse sur piste courte aux Jeux olympiques de 1994
Vous lisez un « bon article » labellisé en 2018.
Pour des articles plus généraux, voir Patinage de vitesse sur piste courte aux Jeux olympiques et Jeux olympiques d'hiver de 1994.
Navigation
Albertville 1992 Nagano 1998
Les épreuves de patinage de vitesse sur piste courte aux Jeux olympiques de 1994 se sont déroulées du 22 au 26 février 1994 à l'amphithéâtre olympique de Hamar, en Norvège.
Il s'agit de la deuxième édition de la discipline, après son introduction dans le programme olympique aux Jeux olympiques d'hiver de 1992 à Albertville. Deux épreuves sont ajoutées au programme : le 500 mètres masculin et le 1 000 mètres féminin, rendant les épreuves individuelles identiques pour les hommes et les femmes. La compétition féminine est marquée par l'absence de quatre favorites dont en particulier Maria Rosa Candido et Monique Velzeboer.
Aucun record du monde n'est battu pendant ces éditions des Jeux olympiques ; cependant, Kim Yoon-mi, une patineuse sud-coréenne de 13 ans, devient la plus jeune médaillée d'or de l'histoire des Jeux olympiques d'hiver après une victoire au relais. Ces Jeux font également entrer l'arbitrage vidéo dans les mœurs de la discipline après que Cathy Turner eut remporté le 500 mètres malgré plusieurs fautes non sanctionnées.

## Préparation de l'événement

### Désignation du pays hôte
La ville de Lillehammer se porte une première fois candidate pour l'organisation des Jeux olympiques d'hiver de 1992, finalement attribués à Albertville. Le 11 décembre 1986, la municipalité décide de présenter une nouvelle candidature pour l'accueil des Jeux de 1994. L'élection de la ville hôte se déroule à Séoul, en Corée du Sud, à l'occasion de la 94e session du CIO. Après le désistement de Lausanne (Suisse) et Leningrad (URSS), quatre villes sont en lice : Lillehammer, Östersund (Suède), Anchorage (États-Unis) et Sofia (Bulgarie). Lillehammer est choisie au 3e tour pour quarante-cinq voix contre trente-neuf allant à la ville suédoise. Elle devient la deuxième ville norvégienne à accueillir les Jeux olympiques d'hiver après Oslo en 1952.

### Modification des épreuves après 1992
En juillet 1992, à Barcelone, le comité d'organisation des Jeux olympiques ajoute le 500 m hommes et le 1 000 m femmes au programme olympique. Les patineurs s'affrontent donc sur 500 mètres, 1 000 mètres et relais (3 000 mètres pour les femmes et 5 000 mètres pour les hommes).
Nathalie Lambert, qui annule son départ à la retraite sportive à cette annonce, s'interroge  : « On se demande cependant pourquoi ils ont ajouté le 500m aux gars et gardé le 500m féminin alors que tout le monde préférerait le 1500 où il y a moins de risques d'accidents. »

### Lieu de la compétition

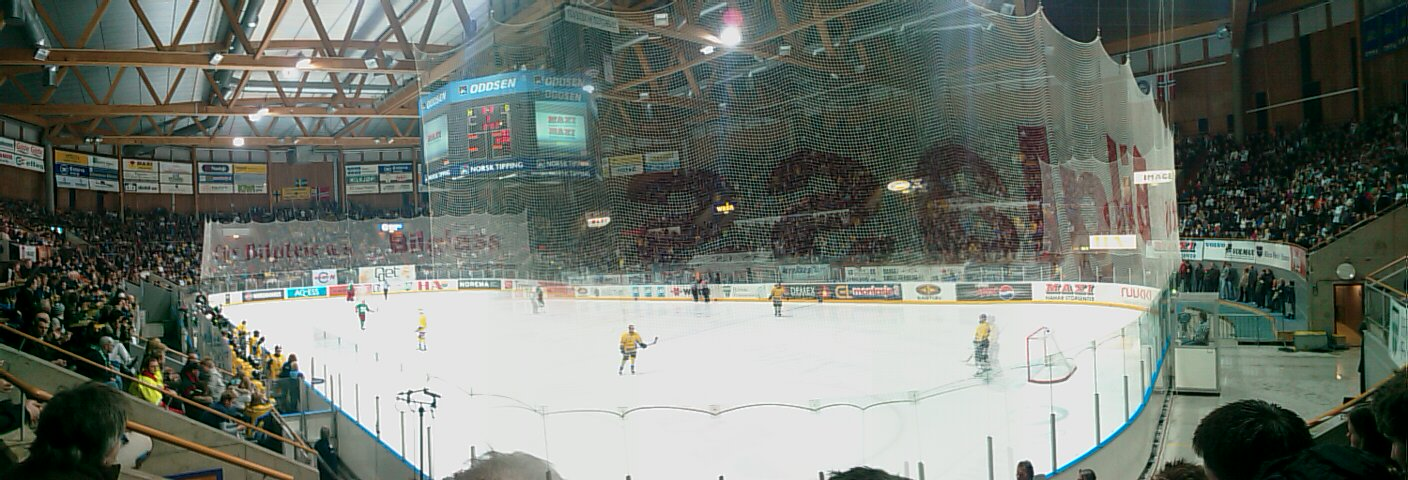
L'intérieur de l'amphithéâtre olympique de Hamar lors d'une compétition de hockey en 2008.

L'amphithéâtre olympique de Hamar, où se disputent les compétitions de patinage artistique et de patinage de vitesse sur piste courte, est implanté en plein centre-ville de Hamar. Le patinage de vitesse sur piste courte étant ajouté au programme olympique fin 1988, les plans changent : la patinoire doit accueillir deux sports différents et le comité d'organisation des Jeux décide d'en construire une à Hamar plutôt que les deux temporaires prévues à Lillehammer dans la candidature. En décembre 1989, un plan de construction d'une patinoire à Lillehammer pour le patinage artistique et une à Hamar pour le short-track est approuvé. En octobre 1990, à la demande du CIO, le comité d'organisation des Jeux regroupe les deux types de patinage à Hamar et décide de construire un village olympique à proximité pour y accueillir les patineurs.
La patinoire ayant été conçue pour n'accueillir qu'un sport et 4 500 spectateurs, il faut démolir puis reconstruire tous les emplacements prévus pour la presse et les spectateurs pour augmenter la capacité des tribunes : l'expansion est approuvée et financée en août 1991. La rénovation commence en août 1991 et se termine le 25 novembre 1992,. Les tribunes en béton permettent d'accueillir environ 6 000 personnes et le bâtiment est construit à côté d'une patinoire existante pour profiter de certaines infrastructures déjà en place. Parmi les 6 000 places, on compte 330 places pour les personnalités, 200 pour la presse et 60 pour les commentateurs de radio et de télévision.

### Officiels
Le patinage de vitesse sur piste courte étant à l'époque quasi inconnu en Norvège, les officiels bénévoles sont formés par des volontaires de pays voisins et participent à quatre compétitions test dans les mois qui précèdent la compétition, en particulier une manche de Coupe du monde pendant l'automne 1993.
- Jean Heckly, référent technique
- Ottavio Cinquanta, référent technique
- Tron Espeli, competitor steward
- Anders Olsson, competitor steward
- Per-Olof Pehrsson, observateur
- Stein Andersen, observateur

- Sobue Takeo, starter des épreuves féminines
- Lena-Maria Manshanden-Jonasson, juge-arbitre des épreuves féminines
- György Martos, juge-arbitre assistant des épreuves féminines
- Roch Loignon, juge-arbitre assistant des épreuves féminines

- Runar Stålsett, starter des épreuves masculines
- Günther Langer, juge-arbitre des épreuves masculines
- Greta Hall, juge-arbitre assistante des épreuves masculines
- Gérard Matusalem, juge-arbitre assistant des épreuves masculines

## Participants

### Nombre de participants par pays
|                  | Femmes | Hommes | Total |
| ---------------- | ------ | ------ | ----- |
| Afrique du Sud   | 1      | 0      | 1     |
| Australie        | 1      | 5      | 6     |
| Belgique         | 2      | 2      | 4     |
| Bulgarie         | 1      | 0      | 1     |
| Canada           | 5      | 5      | 10    |
| Chine            | 5      | 5      | 10    |
| Corée du Sud     | 5      | 4      | 9     |
| France           | 5      | 1      | 6     |
| États-Unis       | 5      | 5      | 10    |
| Italie           | 5      | 5      | 10    |
| Japon            | 1      | 5      | 6     |
| Kazakhstan       | 1      | 0      | 1     |
| Mongolie         | 0      | 1      | 1     |
| Norvège          | 0      | 5      | 5     |
| Nouvelle-Zélande | 0      | 5      | 5     |
| Pays-Bas         | 5      | 1      | 6     |
| Royaume-Uni      | 1      | 3      | 4     |
| Russie           | 5      | 2      | 7     |
| Suède            | 0      | 1      | 1     |

### Participations et non-participations imprévues
Le Mongol Bat-Orgil Batchuluun est qualifié au nom de l'égalité des chances pour les petits pays, bien que son niveau ne soit en théorie pas suffisant pour rejoindre les épreuves des Jeux olympiques : le pays est troisième sur la liste de réserve. Il apprend sa sélection par fax neuf jours avant la cérémonie d'ouverture. Au moment de la décision, il a déjà quitté l'Europe et est dans le train pour Oulan-Bator : une fois arrivé, il est immédiatement renvoyé dans un train pour Saint-Pétersbourg, puis un avion pour Oslo. Il n'arrive pas à temps pour la cérémonie d'ouverture des Jeux, mais participe bien à la compétition.
Plusieurs patineuses de haut niveau, favorites de la compétition, ne sont pas présentes aux Jeux olympiques de 1994. L'Italienne Maria Rosa Candido, médaillée d'or du relais féminin en 1988, décède dans un accident de voiture en octobre 1993. La Néerlandaise Monique Velzeboer, quatrième du 500 mètres aux Jeux olympiques de 1992, se brise la nuque à l'entraînement en décembre 1993 et devient paraplégique. Annie Perreault, quant à elle, est victime d'une commotion cérébrale causée par une chute aux sélections olympiques et ne participe pas non plus aux Jeux.
Le relais féminin de Corée du Nord se qualifie pour les Jeux olympiques, mais annule sa venue à la dernière minute. Avec seulement quelques jours pour s'organiser, seule la troisième équipe de réserve, celle des Etats-Unis, peut compléter la compétition.

## Déroulement de la compétition

### Programme
|                                      |                                      | 12 | 13 | 14 | 15 | 16 | 17 | 18 | 19 | 20 | 21 | 22 | 23 | 24 | 25 | 26 | 27 |
| Février 1994                         |                                      |    |    |    |    |    |    |    |    |    |    |    |    |    |    |    |    |
| Cérémonies d'ouverture et de clôture | Cérémonies d'ouverture et de clôture | •  |    |    |    |    |    |    |    |    |    |    |    |    |    |    | •  |
|                                      |                                      |    |    |    |    |    |    |    |    |    |    |    |    |    |    |    |    |
| Hommes                               |                                      |    |    |    |    |    |    |    |    |    |    |    |    |    |    |    |    |
| 500 m                                |                                      |    |    |    |    |    |    |    |    |    |    |    | o  |    | o  |    |    |
| 1 000 m                              |                                      |    |    |    |    |    |    |    |    |    | o  |    |    |    |    |    |    |
| Relais 5 000 m                       |                                      |    |    |    |    |    |    |    |    |    |    |    | o  |    | o  |    |    |
|                                      |                                      |    |    |    |    |    |    |    |    |    |    |    |    |    |    |    |    |
| Femmes                               |                                      |    |    |    |    |    |    |    |    |    |    |    |    |    |    |    |    |
| 500 m                                |                                      |    |    |    |    |    |    |    |    |    |    |    | o  |    |    |    |    |
| 1 000 m                              |                                      |    |    |    |    |    |    |    |    |    |    |    |    |    | o  |    |    |
| Relais 3 000 m                       |                                      |    |    |    |    |    |    |    |    |    | o  |    |    |    |    |    |    |
|                                      |                                      |    |    |    |    |    |    |    |    |    |    |    |    |    |    |    |    |

### Cérémonie d'ouverture
Trois pays ont nommé un porte-drapeau patineur de vitesse sur piste courte. Le premier est la Belgique, qui envoie Bea Pintens en tête de cortège. Vient ensuite la Corée du Sud, représentée par Lee Joon-ho, et la Nouvelle-Zélande dont le porte-drapeau est Tony Smith.

### Compétition masculine

#### 500mhommes
Le 500 mètres masculin a lieu en alternance avec la compétition féminine. Dans la première course, Richard Nizielski, d'Australie, fixe un record olympique de 44 s 86 devant le Suédois Martin Johansson. Li Lianli est victime d'une chute. Marc Gagnon remporte la deuxième série éliminatoire avec un nouveau record de 44 s 69, suivi par l'Australien Steven Bradbury, alors que Wilf O'Reilly termine dernier de la course. Derrick Campbell et Lee Joon-ho se qualifient ensuite au détriment de Bruno Loscos. Au cours de la manche suivante, l'Italien Orazio Fagone est disqualifié pour faute ; Chae Ji-hoon bat à nouveau le record olympique avec un temps de 44 s 36, devant Jun Uematsu. Viennent ensuite Li Jiajun et Kim Ki-hoon. Mirko Vuillermin est le suivant à battre le record olympique de la distance en 44 s 29, devant Frédéric Blackburn qui participe à ses troisièmes Jeux olympiques. Le Britannique Nicky Gooch bat immédiatement le record en 44 s 03, suivi par Andy Gabel, éliminant Mike McMillen et Stephan Huygen. Enfin, Bjørnar Elgetun bat le record olympique pour la sixième fois en une heure avec un temps de 44 s 01.
Le 500 mètres masculin reprend le 26 février. Dans la première course, le Canadien Marc Gagnon dépasse l'Italien Mirko Vuillemin et fixe un septième record olympique de la distance en 43 s 84. Kim Ki-hoon échoue en troisième place et ne passe pas en demi-finale. Dans le deuxième quart de finale, l'Australien Steven Bradbury se qualifie avec une légère avance sur le Britannique Nicky Gooch, lui-même seulement deux centièmes de seconde devant le Japonais Satoru Terao. Derrick Campbell arrive dernier après une chute. Li Jiajun est disqualifié dans la troisième course, mais Andy Gabel, qu'il a gêné, n'est pas avancé en demi-finale : ce sont donc Chae Ji-hoon et Martin Johansson qui se qualifient. Enfin viennent Frédéric Blackburn et Lee Jun-ho ; les quatre compétiteur de cette dernière course ont tous franchi la ligne d'arrivée avec moins de trois dixièmes de seconde d'écart.
Mirko Vuillermin remporte la première demi-finale avec encore un record olympique de 43 s 58 devant Chae Ji-hoon. Frédéric Blackburn et Martin Johansson sont éliminés. En demi-finale B, Steven Bradbury chute ; Marc Gagnon et Nicky Gooch s'assurent une place en finale. 
Le dernier record olympique de la distance tombe en finale du 500 mètres, qui commence à 21 heures. Chae Ji-hoon s'empare de la victoire en 43 s 45, devant Mirko Vuillermin et Nicky Gooch. Marc Gagnon échoue au pied du podium.

#### 1 000mhommes

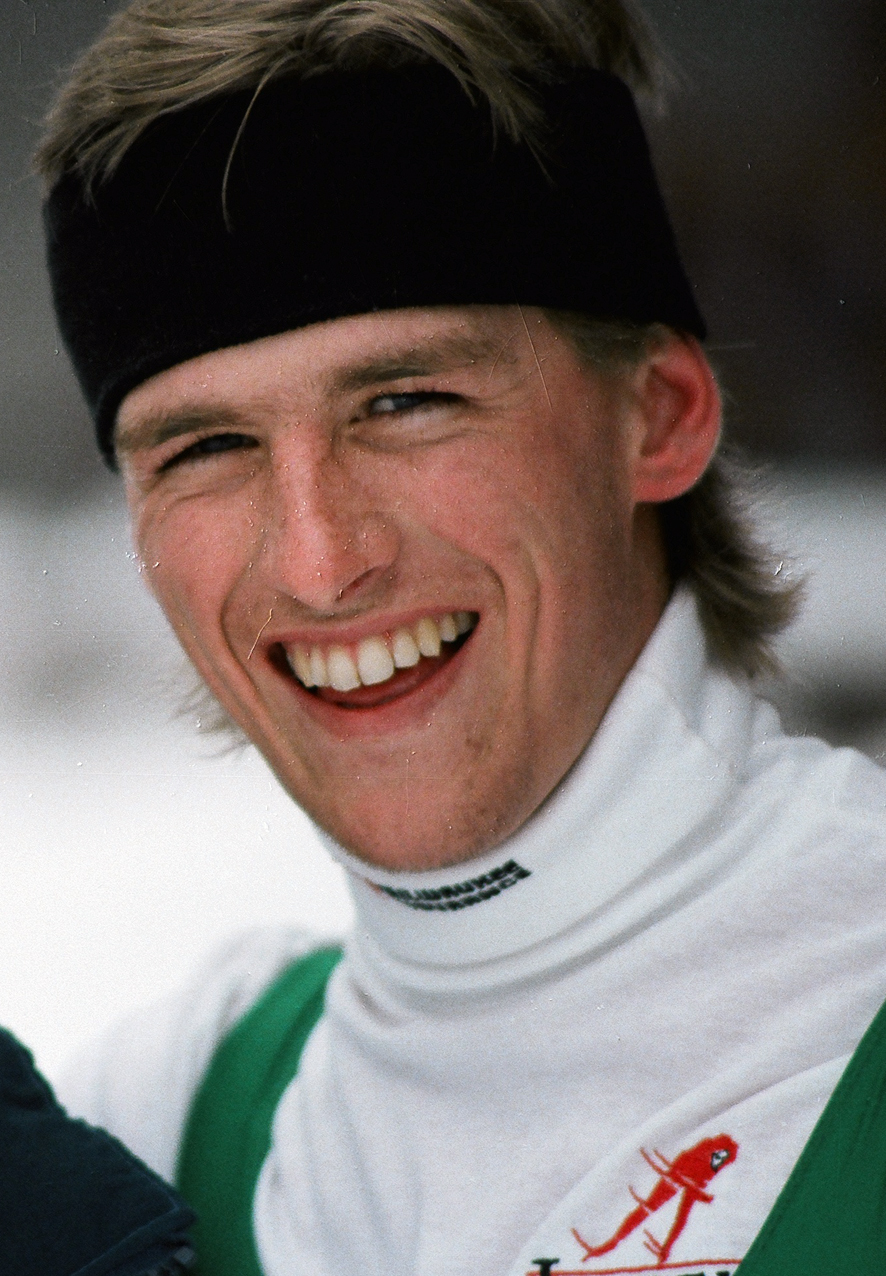
Le patineur de vitesse américain Eric Flaim, qui participe en parallèle aux épreuves de patinage de vitesse sur piste courte, est éliminé en quarts de finale du 1000 m.

La première course de patinage de vitesse sur piste courte aux Jeux olympiques de 1994 est la série éliminatoire du 1 000 m masculin. Le premier à se qualifier pour les quarts de finale est le Canadien Marc Gagnon, suivi de près par Kieran Hansen, qui représente l'Australie. Andy Gabel passe ensuite avec Richard Nizielski, puis c'est au tour de Satoru Terao et de Nicky Gooch. Dans la quatrième course, il n'y a que trois patineurs : Erik Duyvelshoff, des Pays-Bas, arrive dernier tandis que se qualifient Kim Ki-hoon et Eric Flaim, patineur de vitesse américain qui participe aussi au longue piste. Viennent ensuite Frédéric Blackburn et Orazio Fagone, tous deux vétérans de 1992, puis Lee Joon-ho et Li Lianli, qui ont la même expérience. Dans cette course, le Belge Geert Blanchart est disqualifié pour avoir fait tomber Steven Bradbury, qui n'est pas avancé en quart de finale malgré cette faute. Derrick Campbell et Li Jiajun se qualifient ensuite. La dernière course voit la qualification de Chae Ji-hoon et de Bjørnar Elgetun.
Le quart de finale a lieu le même jour. Dans la première course, Chae Ji-hoon empoche son ticket pour les demi-finales avec Derrick Campbell, tandis qu'Orazio Fagone est disqualifié et Kieran Hansen éliminé. La deuxième course voit un record olympique de 1 min 29 s 58 fait par Lee Joon-ho devant Satoru Terao. Dans la troisième course, Frédérick Blackburn passe en demi-finales avec Kim Ki-hoon. La dernière course voit la disqualification de Li Jianji ; Marc Gagnon se qualifie devant Nicky Gooch.
En première demi-finale, Marc Gagnon chute et finit dernier. Les deux patineurs qualifiés sont Kim Ki-hoon et Nicky Gooch. Dans la deuxième demi-finale, Chae Ji-hoon se qualifie avec deux secondes d'avance sur Derrick Campbell, lui-même loin devant Frédéric Blackburn et Satoru Terao, envoyés en finale B.
En finale B du 1 000 mètres, Marc Gagnon remporte la course devant Satoru Terao et Lee Jun-ho, tandis que Frédéric Blackburn est disqualifié pour faute. Dans la finale A, Nicky Gooch est disqualifié pour avoir fait tomber Derrick Campbell, qui se relève et finit de patiner sans se rendre compte qu'il lui reste un tour à parcourir : il est donc éliminé de la compétition. La première place revient à Kim Ki-hoon, la deuxième à Chae Ji-hoon, et la médaille de bronze, à défaut d'autres compétiteurs en finale A, revient à Marc Gagnon, qui a remporté la finale B.

#### Relais masculin
Le 24 février se déroule la demi-finale du relais masculin, couru sur 5 000 mètres. Dans la première demi-finale, l'Italie bat le record olympique en 7 min 13 s 34 et se qualifie avec l'équipe américaine, éliminant les Chinois et les Norvégiens. En deuxième demi-finale, le Canada se qualifie avec l'Australie ; le Japon et la Nouvelle-Zélande sont éliminés.
En finale B du relais masculin olympique, deux équipes sont disqualifiées pour faute : la Chine et la Nouvelle-Zélande. Les Japonais sont donc premiers de la finale B, devant les Norvégiens. En finale A, l'Italie s'empare de l'or avec un record olympique à 7 min 11 s 74 devant les Etats-Unis et l'Australie, qui prend le bronze. Le Canada, pourtant favori de la distance, arrive au pied du podium.

### Compétition féminine

#### 500mfemmes
Le deuxième jour de compétition s'ouvre sur le 500 mètres féminin, distance déjà présente aux Jeux olympiques d'Albertville. Dans la première course, Wang Xiulan passe en quart de finale avec Nathalie Lambert du Canada, éliminant l'adolescente bulgare Evgenia Radanova. Dans la deuxième course, Cathy Turner établit un nouveau record olympique à 46 s 22, loin devant Won Hye-Kyung. Sylvie Daigle se qualifie ensuite avec Chun Lee-Kyung, puis c'est au tour d'Isabelle Charest et de Sandrine Daudet. Ayako Tsubaki s'illustre ensuite avec l'Australienne Karen Kah, qui parvient à se qualifier à trois centièmes de seconde devant la Russe Viktoria Troïtskaïa-Taranina. Marinella Canclini passe devant Kim So-hee. Dans l'avant-dernière course, Yang Yang (S) passe en quarts de finale devant Marina Pylaeva. La dernière course voit la victoire de l'Américaine Amy Peterson devant la Chinoise Zhang Yanmei.
Isabelle Charest remporte le premier quart de finale devant Yang Yang. Dans la deuxième course, Marinella Canclini chute et laisse la place à Amy Peterson et Zhang Yanmei, soit la même arrivée qu'au cours de la manche précédente. Kim So-hee et Cathy Turner sont les prochaines à se qualifier, quelques minutes avant Wang Xiulan et Won Hye-Kyung — dans cette dernière course, Sylvie Daigle a chuté mais n'est pas avancée en demi-finale malgré la disqualification de Marina Pylaeva pour faute.
Chacune des deux demi-finales voit une disqualification. Dans la première, Zhang Yanmei arrache un nouveau record olympique de 46 s 01, devant Amy Peterson. Kim So-hee arrive troisième et ne se qualifie pas, tandis que Yang Yang subit une disqualification pour faute. Dans la deuxième demi-finale, c'est Cathy Turner qui passe première devant Won Hye-Kyung, éliminant Wang Xiulan, alors qu'Isabelle Charest est à son tour disqualifiée.
Zhang Yanmei démarre en première position de la course, qu'elle conserve pendant trois tours. Cathy Turner dépasse ensuite Zhang : au moment du dépassement, elle tend clairement le bras droit pour gêner son adversaire qui, déstabilisée, finit la course en deuxième position. Dès le passage de la ligne d'arrivée, la compétitrice chinoise se précipite vers les juges pour protester contre le contact, interdit par les règles du sport. Cathy Turner remporte la course avec un nouveau record olympique à 45 s 98 ; Zhang Yanmei est deuxième, Amy Peterson troisième. Isabelle Charest, tombée en raison d'une faute non sanctionnée de Cathy Turner en demi-finale du 500 mètres, affirme qu'elle « ne mérite pas sa victoire (...) Elle met une mauvaise ambiance dans notre sport ». Nathalie Lambert est également disqualifiée sur une faute qui semble pourtant faite par Cathy Turner, puis la finale cause une controverse à la suite de sa faute sur Zhang Yanmei. Lors des remises de médailles, Zhang Yanmei quitte le podium dès qu'elle reçoit sa médaille, ne restant pas pour l'hymne américain et jetant son bouquet de fleurs derrière elle. Turner reçoit un email de menaces d'un supporter canadien. 

#### 1 000mfemmes
Dans la première série éliminatoire du 1 000 m féminin, Sylvie Daigle remporte la course en fixant un nouveau record olympique avec un temps de 1 min 41 s 88, trois centièmes de seconde devant la Française Sandrine Daudet. Le record chute dans la course suivante quand Isabelle Charest patine en 1 min 39 s 55 et se qualifie devant Zhang Yanmei. Kim So-hee passe en quart de finale avec Amy Peterson, puis c'est au tour de Marina Pylaeva et Yang Yang, suivies d'Ayako Tsubaki et Marinella Canclini. Karen Kah profite d'une chute de ses deux concurrentes pour se qualifier avec plusieurs secondes d'avance sur Cathy Turner, alors que Won Hye-kyung passe en quart de finale avec Wang Xiulan. Enfin viennent Nathalie Lambert et Chun Lee-kyung.
En quarts de finale, le record olympique tombe pour la troisième fois aux mains d'une troisième Québécoise, Nathalie Lambert, qui s'assure une place en demi-finale avec un temps de 1 min 38 s 75. Isabelle Charest et Chun Lee-kyung arrivent première et deuxième de la seconde course, à exactement un centième de seconde d'écart. Kim So-hee marque le quatrième record olympique de la distance en une journée avec un chronomètre à 1 min 38 s 61, devant Cathy Turner. Enfin, Sylvie Daigle et Zhang Yanmei passent en demi-finale.
Dans la première demi-finale, Cathy Turner est disqualifiée pour faute : Kim So-hee et Zhang Yanmei passent en finale au détriment d'Isabelle Charest. La faute de Turner est pourtant minime : Nathalie Lambert, qui a critiqué le style de patinage de Turner la veille, commente cette fois qu'elle n'a pas vu de faute mais qu'elle suppose que les juges ont fait un excès de zèle pour compenser leur laxisme sur le 500 mètres. Dans la seconde demi-finale, Sylvie Daigle est disqualifiée pour faute sur Yang Yang, qui est avancée en finale malgré une chute, aux côtés de Nathalie Lambert et Chun Lee-kyung.
Isabelle Charest court seule la finale B, puisque deux personnes ont été disqualifiées et une repêchée : elle raconte n'avoir « jamais été aussi gênée de [sa] vie », terrifiée à l'idée de se ridiculiser en tombant toute seule, puis avoir dû retenir un fou rire en voyant les spectateurs en tribunes faire la ola pendant sa course solitaire. En finale A, Chun Lee-kyung bat une dernière fois le record olympique avec le temps de 1 min 36 s 87, récupérant une médaille d'or devant Nathalie Lambert et Kim So-hee.

#### Relais féminin
Les demi-finales du relais féminin du 3 000 mètres se déroulent après les qualifications individuelles masculines. Dans la première demi-finale, l'équipe canadienne bat le record olympique et passe en finale en 4 min 26 s 94 devant la Corée, éliminant la Russie et l'Italie. Dans la deuxième demi-finale, c'est au tour de la Chine et des Américaines de se qualifier pour la finale au détriment des Pays-Bas et de la France.
La journée se termine avec la finale du relais féminin. La Chine y est disqualifiée pour faute ; les Coréennes remportent l'or et un record olympique de 4 min 26 s 64. Au sein de l'équipe, Kim Yoon-mi, 13 ans, devient la plus jeune médaillée d'or de l'histoire des Jeux olympiques d'hiver. Malgré une chute de Christine Boudrias, le Canada parvient à revenir en troisième position, profitant de la chute des Françaises, et finit en deuxième place avec la disqualification (dont le motif n'est jamais expliqué) de l'équipe Chinoise. Les Américaines ferment le podium.

## Podiums

### Hommes
| Épreuve                    | Or                                                                   | Argent                                                      | Bronze                                                                  |
| -------------------------- | -------------------------------------------------------------------- | ----------------------------------------------------------- | ----------------------------------------------------------------------- |
| 500 mètres hommes          | Chae Ji-hoon                                                         | Mirko Vuillermin                                            | Nicky Gooch                                                             |
| 1 000 mètres hommes        | Kim Ki-hoon                                                          | Chae Ji-hoon                                                | Marc Gagnon                                                             |
| Relais 5 000 mètres hommes | Italie Maurizio Carnino Orazio Fagone Hugo Herrnhof Mirko Vuillermin | États-Unis Randall Bartz John Coyle Eric Flaim Andrew Gabel | Australie Steven Bradbury Kieran Hansen Andrew Murtha Richard Nizielski |

### Femmes
| Épreuve                    | Or                                                              | Argent                                                                    | Bronze                                                               |
| -------------------------- | --------------------------------------------------------------- | ------------------------------------------------------------------------- | -------------------------------------------------------------------- |
| 500 mètres femmes          | Cathy Turner                                                    | Zhang Yanmei                                                              | Amy Peterson                                                         |
| 1 000 mètres femmes        | Chun Lee-kyung                                                  | Nathalie Lambert                                                          | Kim So-hee                                                           |
| Relais 3 000 mètres femmes | Corée du Sud Chun Lee-kyung Kim So-hee Kim Yun-mi Won Hye-kyung | Canada Christine Boudrias Isabelle Charest Sylvie Daigle Nathalie Lambert | États-Unis Karen Cashman Amy Peterson Cathy Turner Nikki Ziegelmeyer |

## Médailles
| Place | Nation       |   |   |   | Total |
| ----- | ------------ | - | - | - | ----- |
| 1er   | Corée du Sud | 4 | 1 | 1 | 6     |
| 2e    | États-Unis   | 1 | 1 | 2 | 4     |
| 3e    | Italie       | 1 | 1 | 0 | 2     |
| 4e    | Canada       | 0 | 2 | 1 | 3     |
| 5e    | Chine        | 0 | 1 | 0 | 1     |
| 6e    | Royaume-Uni  | 0 | 0 | 1 | 1     |
| 6e    | Australie    | 0 | 0 | 1 | 1     |

## Postérité

### Couverture médiatique et affluence
La patinoire inclut 5 838 sièges : avec 13 154 billets, l'événement enregistre une moyenne de 5 600 spectateurs. Il est à noter que si les spectateurs ont presque rempli la patinoire, leur nombre est bien inférieur à celui présent aux Jeux olympiques précédents et suivants : il s'agit par ailleurs du sport avec le moins de spectateurs de toute cette édition des Jeux olympiques. Le box des médias, trop petit à l'origine, doit être reconstruit pour les besoins du patinage artistique et du patinage de vitesse sur courte piste. Ces travaux sont financés par la chaîne canadienne CTV face au manque de moyens de l'association norvégienne chargée de la couverture médiatique des épreuves de la patinoire de Hamar. Au Québec, les épreuves sont commentées par le patineur de vitesse Gaétan Boucher.
L'attention médiatique se porte sur les irrégularités de la compétition féminine au point que certains se demandent si le Comité international olympique va supprimer la discipline du programme des Jeux olympiques de 1998,. À la suite des Jeux olympiques, toutes les fédérations nationales à l'exception de la fédération américaine signent une pétition pour intégrer l'arbitrage vidéo aux Championnats du monde de patinage de vitesse sur piste courte 1995 : la méthode devient systématique dans les compétitions internationales de la discipline.

### Réutilisation des infrastructures

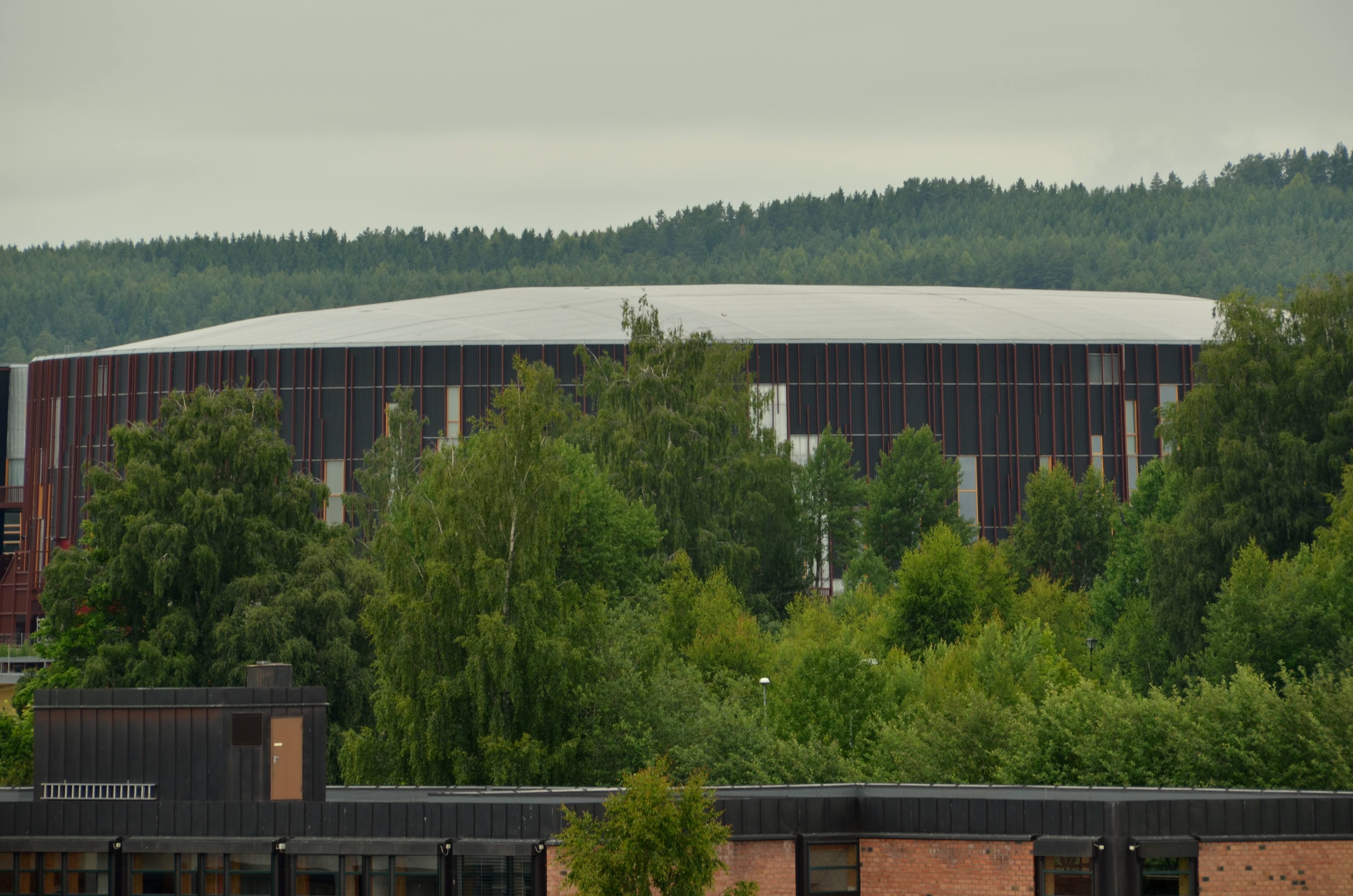
L'amphithéâtre olympique de Hamar aujourd'hui.

L'amphithéâtre olympique de Hamar est aujourd'hui le siège du club des Storhamar Dragons. La patinoire accueille d'autres compétitions de hockey, comme les championnats 1992 junior et le championnat du monde de hockey sur glace 1999. L'équipe municipale de patinage artistique s'y entraîne ; le lieu a accueilli les championnats du monde juniors de patinage artistique en 2002.
D'autres compétitions hors glace y ont aussi lieu, comme le championnat du monde de handball féminin 1999.